# YES! Idiomas
YES! Idiomas, é uma rede de cursos de idiomas (inglês e espanhol) com cerca de 180 escolas em todo Brasil, presente nas principais cidades de cada região.

## Histórico
Fundada em 1972, no Rio de Janeiro, foi adquirida em 1998 pelo empresário Clodoaldo Nascimento – que começou atuando como gerente comercial da empresa em 1990 – e um sócio.
Em 2004, com a saída de seu sócio, comprou sua parte e tornou-se presidente da empresa.
Em 2006, a empresa entra para a Associação Brasileira de Franchising (ABF) e passa a adotar o modelo de franquias.

## Prêmios
- PEGN - Melhor Franquia de Idiomas do Brasil (2007)[10][10]
- PEGN - Melhores Franquias do Brasil (2019)[10]
- PEGN - Melhores Franquias do Brasil (2021)[10]
- PEGN - Melhores Franquias do Brasil (2022)[10]
- PEGN - Franquia do Ano (2023)[8][10]